# Bout de Zan a la gale
Bout de Zan a la gale és una pel·lícula muda francesa escrita i dirigida per Louis Feuillade i estrenada el 30 de gener de 1914.
Aquesta pel·lícula forma part de la sèrie Bout de Zan.

## Repartiment
- René Poyen : Bout de Zan
- Marguerite Lavigne
- Jeanne Saint-Bonnet
- Edmond Bréon